# Idionycteris phyllotis
Idionycteris phyllotis — вид рукокрилих з монотипового роду Idionycteris, родини Лиликові.

## Поширення
Країни поширення: Мексика, Сполучені Штати Америки (Аризона, Каліфорнія, Невада, Нью-Мексико, Юта). Підвид I. p. hualapaiensis: південь штату Невада, південь Юти та північ Аризони; підвид I. p. phyllotis: інша частина діапазону поширення. Був записаний на висотах від 403 м до 3225 м над рівнем моря, при цьому більшість записів на 1100—2500 метрів. Зустрічається в різних лісистих місцях проживання, включаючи ліс жовтої сосновий, ялівцеві ліси, прибережні ліси, дубові ліси, сосново-дубові ліси і ялинові ліси. Також присутній в більш посушливих місцях проживання, в тому числі пустельних чагарниках, луках з рідкими дубами і тропічних листяних лісах.

## Поведінка, відтворення
Комахоїдний. Материнські колонії від 30 до 150 самиць були знайдені в шахтах, природних кам'яних схованках і під вільною корою великих дерев жовтої сосни. Самиці народжують в червні або липні, як правило, єдине маля.

## Морфологія
Морфометрія. Довжина голови й тіла: 50—60 мм, хвіст довжиною 44—55 мм, довжина передпліччя: 42—49 мм, вуха довжиною 34—43 мм, вага: 8—16 гр.
Опис. Спинне хутро довге, м'яке з чорними волосками при основі й жовтувато-сірими кінчиками. Волосся на череві чорне при основі з блідо-жовтувато-коричневими кінчиками.